# Juliane Elisabeth von Waldeck
Juliane Elisabeth von Waldeck (* 1. August 1637 in Reinhardshausen; † 20. März 1707 in Arolsen), während ihrer Witwenzeit auch Gräfin Cuylenburg genannt, war eine Wohltäterin der Armen und Waisen.

## Leben und Wirken

### Ehe, Witwenschaft und Erbstreit
Juliane Elisabeth war eine Tochter des Grafen Philipp VII. von Waldeck-Wildungen und dessen Ehefrau Anna Katharina von Sayn-Wittgenstein. Damit gehörte sie dem Haus Waldeck an. Sie heiratete am 27. Januar 1660 den Grafen Heinrich Wolrad (1642–1664) von Waldeck-Eisenberg, Sohn des Grafen Philipp Dietrich (1614–1645) von Waldeck-Eisenberg. Das Paar residierte auf der Burg Eisenberg, die 1621 im Dreißigjährigen Krieg von hessen-kasselischen Truppen schwer beschädigt worden war. Heinrich Wolrad war der letzte, der die Anlage wieder in Stand setzen ließ. Davon zeugen sein Wappen und das seiner Frau mit der Jahreszahl 1662.
Heinrich Wolrad verstarb bereits im Alter von nur 22 Jahren in Graz, auf dem Weg, sich den Reichstruppen im Türkenkrieg 1663/1664 gegen die Osmanen anzuschließen. Die Ehe blieb kinderlos. Nach Heinrich Wolrads Tod fiel die Grafschaft Waldeck-Eisenberg an seinen Onkel Georg Friedrich (1620–1692). Da Heinrich Wolrad über seine Großmutter, Anna von Baden-Durlach (1585–1649), auch die Grafschaft Cuylenburg im Gelderland geerbt hatte, bestritt Juliane Elisabeth den Anspruch Georg Friedrichs auf diesen Besitz, wohl auch unter Bezug auf testamentarische Verfügungen ihres verstorbenen Gatten. Sie wurde daher bis zu ihrem Tode auch Gräfin Cuylenburg genannt. Mit Hilfe des Juristen und Pietisten Johann Jacob Schütz, der auch ihr geistlicher Berater wurde, erreichte sie erst nach jahrelangen Verhandlungen einen Vergleich mit Georg Friedrich um ihre Erbansprüche.
Um 1675/76 zog sie nach Wildungen, die Residenzstadt ihres Bruders Christian Ludwig von Waldeck-Wildungen (1635–1706) und bezog dort das von ihr erbaute „Cuylenburgische Haus“ oder „Stadtschlösschen Cuylenburg“ an der Südseite der Brunnenstraße unweit des Kirchplatzes. Im Jahre 1696 ließ sie den damaligen „Salzborn“, 1886 in „Helenenquelle“ umbenannt, einfassen, nachdem der Genuss von dessen Wasser ihr gesundheitliche Besserung verschafft hatte.

### Caritatives Wirken
Sie trat jedoch besonders durch ihre Mildtätigkeit gegenüber den Armen, Kranken und Waisen hervor. Bereits 1694 stiftete sie auf einem durch einen Großbrand in der Hintergasse/Hinterstraße freigewordenen Grundstück ein 1695 eröffnetes erstes Waisenhaus (um 1738 durch einen Neubau ersetzt). Danach überzeugte sie ihren Bruder Christian Ludwig und dessen Sohn Friedrich Anton Ulrich von der Notwendigkeit, in Wildungen ein Waisenhaus für die gesamte Grafschaft einzurichten. Der Beschluss wurde Ende April 1700 gefasst, und die feierliche Einweihung des „Waisenhofs“, eines mächtigen, viergeschossigen Fachwerkbaus in der Hinterstraße, Ecke Waisengasse, fand am 1. Advent 1702 statt. Nach dem 1690 in Kassel eingerichteten Armen- und Waisenhaus war das Haus in Wildungen somit das überhaupt erst zweite in Hessen; es folgten einige Jahre darauf die Waisenhäuser in Hersfeld (1709) und Marburg (1712).
Die Wildunger Stiftungsurkunde bestimmte u. a., dass bei allen Hochzeiten und Leichenbegängnissen in der gesamten Grafschaft eine Kollekte für das Waisenhaus zu erheben sei. Im Januar 1717 erging eine weitere Regelung von Fürst Friedrich Anton Ulrich, der zufolge alle fürstlichen Bedienten bei ihrem Dienstantritt oder einer Beförderung ein Monatsgehalt an die Waisenhausstiftung abzugeben hatten, und im November des gleichen Jahres wurde die Kollekte für das Waisenhaus auch auf Kindstaufen ausgedehnt.
Der Waisenhof in Wildungen war nicht nur ein Wohnheim. Er unterstützte Waisenkinder im ganzen Fürstentum, meist, indem diese gegen Zahlung eines Nahrungsgeldes („Präbende“) (24 Taler pro Jahr) aus dem Waisenhausfonds oder auch gratis in Familien untergebracht wurden.
Das Waisenhaus wurde bis etwa 1850 als solches genutzt. Dann wurde es in Privatbesitz verkauft. Von 1877 bis 1881 beherbergten zwei Räume in diesem Haus den ersten Kindergarten der Stadt. Von 1890 bis zur Einweihung der Wildunger Synagoge im Jahre 1914 nutzte die jüdische Gemeinde der Stadt einen gemieteten Raum des Gebäudes als Betsaal. Seit Juli 2014 wird das historische Gebäude saniert.

## Tod
Juliane Elisabeth von Waldeck starb kinderlos im März 1707.